# فستره آكر
فستره آكر (بالنرويجية: Vestre Aker) هي منطقة تابعة إدارياً إلى عاصمة النرويج، أوسلو. وتعنى كلمة فستره (الغربي) في اللغة النرويجية. أُنشئت المنطقة عام 2004 بمساحة 16.5 كيلو متر مربع، ويبلغ عدد سكانها حوالي 44,320 نسمة (2011).

## أعلام
- كريستيان كروغ
- فريتيوف نانسين
- هيلمار كراغ
- أولي ليلوي أولسن
- هانس أموندسين

## وصلات خارجية
- موسوعة النرويج، باللغة النرويجية
- بلدية أوسلو، باللغة النرويجية